# Буре (Тарн и Гарона)
Буре (фр. Bourret) је насеље и општина у јужној Француској у региону Миди Пирене, у департману Тарн и Гарона која припада префектури Монтобан.
По подацима из 2011. године у општини је живело 808 становника, а густина насељености је износила 49,03 становника/km². Општина се простире на површини од 16,48 km². Налази се на средњој надморској висини од 90 метара (максималној 171 m, а минималној 79 m).

## Демографија
| 1962. | 1968. | 1975. | 1982. | 1990. | 1999. | 2011. |
| ----- | ----- | ----- | ----- | ----- | ----- | ----- |
| 521   | 572   | 585   | 570   | 571   | 556   | 808   |

График промене броја становника у току последњих година